# João (pai de Vigílio)

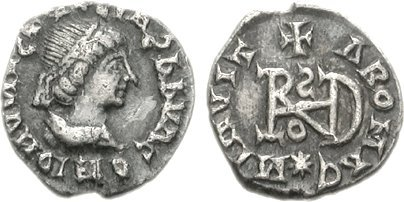
Síliqua de r.

João (em latim: Ioannis) foi um oficial romano do final do século V e começo do VI, ativo no Reino Ostrogótico durante o reinado do rei Teodorico, o Grande (r. 474–526). 

## Vida
João era oriundo de uma boa família e seu pai, um indivíduo de nome desconhecido, era amigo de Magno Félix Enódio; segundo o último, seu pai era um homem de bom caráter. Em data desconhecida, João casar-se-ia com a filha de Olíbrio e teve dois filhos com ela, Reparato e o futuro papa Vigílio (r. 537–555). Aparece pela primeira vez em 501, quando foi lisonjeado numa carta de Enódio por sua eloquência, embora alegadamente ainda estivesse aprendendo a arte e foi encorajado a emular seu sogro. Em 502, contudo, é novamente mencionado numa epístola enodiana na qual é incentivado a prosseguir seus estudos e melhorar seu estilo.
João reaparece em cartas de Enódio datáveis de 503 e final de 505. Presume-se que estivesse em Ravena exercendo ofício ao lado de Olíbrio quando recebeu a primeira. No final de 505/começo de 506, por influência de Constantino, respondeu a epístola de Enódio.  Numa carta de Cassiodoro, talvez datada do verão de 508, aparece como homem espectável e consular da Campânia e se sabe que nesta posição foi perseguido pelo prefeito pretoriano da Itália Fausto. Segundo outra carta de Cassiodoro, exerceu as funções de conde das sagradas liberalidades, representante do prefeito pretoriano e então prefeito pretoriano, porém é incerto a duração de seus mandatos; sugere-se que o último teria sido entre 512 e 527. Sabe-se que como prefeito restaurou a Cúria e ativamente protegeu os pobres da exploração.